# Texas Medical Center
O Texas Medical Center é o maior centro médico do mundo, com uma dos maiores conjuntos de instalações clínicas para atendimento de pacientes, ciência básica e pesquisa translacional. Localizado no sudeste de Houston, o centro contém 49 instituições relacionadas à medicina, incluindo 13 hospitais e duas institutos de especialidades, duas escolas de medicina, quatro de escolas de enfermagem e escolas de odontologia, saúde pública, farmácia e outros cursos da área de saúde. Todas as 49 instituições são sem fins lucrativos.